# Karl Yune
Karl Yune est un acteur américain né le 16 avril 1975.

## Jeunesse
Yune, un acteur américano-coréen, est né et a grandi à Washington. Il a étudié le commerce, la littérature et la philosophie avant d’être diplôme de théâtre à l'Ecole des Arts de l'université Columbia, après avoir obtenu le rôle de Roméo dans Roméo et Juliette. Il a également étudié avec le Groundlings Improv Group.

## Carrière
Yune obtenu son premier rôle important dans le film Anacondas : À la poursuite de l'orchidée de sang, il joue le rôle de Tran, l'un des guides. Il apparaît également dans Forbidden Warrior, et Mémoires d'une geisha, ainsi que dans les courts-métrages Miracle Mile (qui a reçu plusieurs awards), et Hold Up (2004). Il a joué dans divers Off-Broadway, et a travaillé dans la mode. Yune apparaît dans la série Arrow en tant que Maseo Yamashiro, le mari de Tatsu Yamashiro.
Karl Yune est parfois crédité en tant que Carl Yune ou Karl Hahn (comme dans Miracle Mile).

## Vie privée
Il est le frère cadet de l'acteur Rick Yune. Il habite actuellement[Quand ?] à Los Angeles.

## Filmographie

### Cinéma
- 2004 : Forbidden Warrior : Locust
- 2004 : Anacondas : À la poursuite de l'orchidée de sang : Tran
- 2004 : Miracle Mile : James Hudson
- 2004 : Hold Up : Cashier
- 2005 : Mémoires d'une geisha (Memoirs of a Geisha) de Rob Marshall : Koichi
- 2005 : Freezerburn : Alex the 2nd A.D.
- 2006 : Ken : Ken
- 2007 : Hers : K
- 2008 : Speed Racer : Taejo Body Guard
- 2009 : Slaughter :
- 2011 : Real Steel : Tak Mashido
- 2015 : The Invitation de Karyn Kusama : Choi

### Télévision
- 2004 : One on One, épisode Bright Lights, Big City : Emcee
- 2009 : Le Retour de K 2000, épisode Journey to the End of the Knight
- 2014 : Arrow : Maseo Yamashiro

### Jeu vidéo
- 2005 : 50 Cent: Bulletproof : Chinese Rig